# À la grecque
À la grecque (z francuskiego: „na sposób grecki”) - strój i uczesanie popularne w modzie kobiecej na dworze francuskim pod koniec XVIII w. Włosy przepasane opaską, z lokami spiętrzonymi nad czołem, suknie z lekkiej przewiewnej tkaniny z podniesioną talią, obuwie to tzw. rzymianki - płaskie sandały wiązane rzemykami do stóp.

## Ornament

Ornament tzw. alagrek

Inne znaczenie - alagrek - to spolszczone określenie ornamentu pasowego, występującego w architekturze oraz zdobnictwie mebli, ceramiki i wnętrz w formie przeważnie prostego meandra. Termin używany w Polsce od połowy XVIII wieku.